# کیم بوتین
کیم بوتین (انگلیسی: Kim Boutin؛ زادهٔ ۱۶ دسامبر ۱۹۹۴) اسکیت‌باز سرعت، و اسکیت‌باز سرعت، اهل کانادا است.